# 西維爾地鐵
塞維亞地鐵（西班牙語：Metro de Sevilla）是西班牙安達盧西亞自治區塞維亞的中型鐵路系統。目前只開通了一條路線(規劃四條)--塞維亞地鐵1號線（西班牙語：Línea 1），總長度長18.2公里，於2009年4月3日通車。塞維亞地鐵是西班牙第六個地鐵系統，2018年乘客數約有1690萬人，是西班牙乘客第五多的地鐵系統。

## 歷史

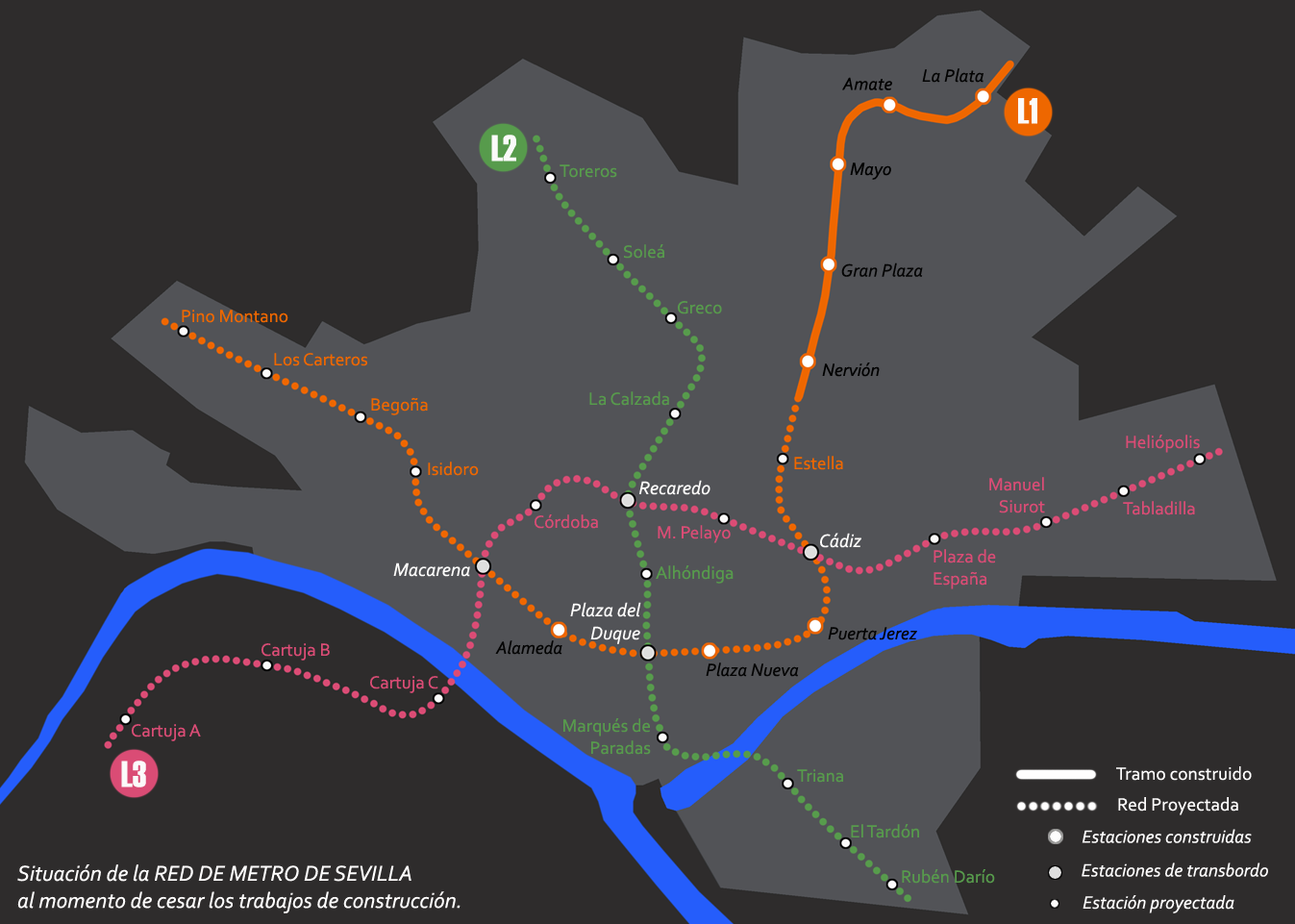
1970年代的地鐵計劃。

### 初次嘗試
塞維亞建造地鐵的初步計劃可以追溯到1960年代，1969年7月30日，市議會批准地鐵研究，將其送交中央，1972年9月，塞維亞地鐵的第一個明確計畫提出，是由三條線路組成的網絡，總計27.2公里和32個車站，建議在城市中建設地下化軌道，並郊區則鋪設於地面，該項目將使塞維亞成為第三個擁有地鐵的西班牙城市。
1974年海格力斯阿拉米达廣場下方開始一個試驗性工程，第二和第三路段於1978年和1979年招標，但是1980年代地鐵出現數起工安危機，在民眾反對下，1984年塞維亞地鐵暫停建設。

### 計畫重啟
項目暫停15年後，1999年西班牙工人社会党執政的安達盧西亞政府提出重啟地鐵建設計畫，2003年安達盧西亞政府提出擴大城市軌道交通計畫，該計畫包括塞維亞地鐵、馬拉加地鐵、格拉納達地鐵、加的斯電車、哈恩電車。2003年9月23日，塞維亞地鐵重新開工建設，並重新利用1970年代建設的隧道。但是隧道掘進機故障、道路天坑、建築物裂縫依舊困擾地鐵建設，導致原定2006年通車無法實現。
2007年西維爾電車通車，由於西維爾電車沒有車輛，因此向塞維亞地鐵租用5輛車輛，隨後塞維亞電車以1200萬歐元將車輛買下。但2010年塞維亞電車車輛交付，便將從塞維亞地鐵獲得的車輛退還製造商鐵路建設和協助公司 (CAF)，CAF將該批車輛再以950萬歐元賣給塞維亞地鐵。
2009年4月2日塞維亞地鐵1號線開通，塞維亞地鐵成為西班牙第六個地鐵系統。塞維亞地鐵營運商為塞維利亞地鐵特許經營公司於2003年成立，2014年西班牙的基礎建設管理營運公司Globalvia收購其88.23%股份，成為主要股東，控制塞維利亞地鐵的特許經營權。

## 路線
| 塞維亞地鐵 | 塞維亞地鐵 | 塞維亞地鐵                | 塞維亞地鐵 | 塞維亞地鐵 | 塞維亞地鐵   |
| ---------- | ---------- | ------------------------- | ---------- | ---------- | ------------ |
| 標誌       | 路線       | 起迄站                    | 長度 (km)  | 車站數     | 通車時間     |
|            | 1號線      | 世博城 - 奧利瓦爾德昆托斯 | 18.2       | 22         | 2009年4月2日 |

## 車輛

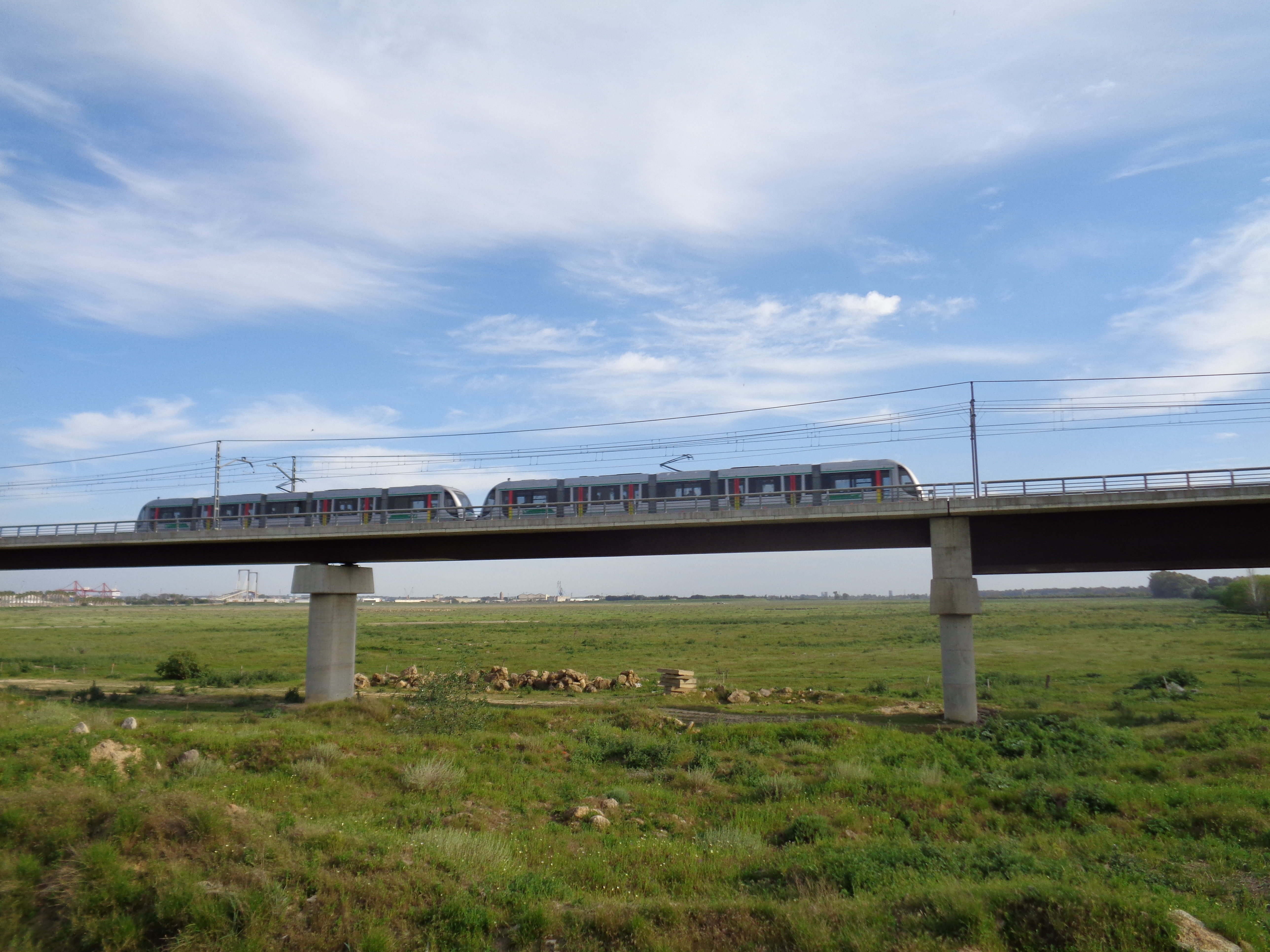
重聯運行的Urbos 2列車。

塞維亞地鐵使用西班牙鐵路建設和協助公司 (CAF)製造的CAF Urbos 2型有軌電車，塞維亞地鐵最初訂購17輛Urbos 2，但是2007年由於塞維亞地鐵延誤通車，將其中5輛租給車輛被延遲交付的塞維亞電車，隨後塞維亞電車以1200萬歐元將車輛買下。2009年塞維亞地鐵通車，當時塞維亞地鐵擁有12輛Urbos 2。2011年5輛賣給塞維亞電車的車輛，經由CAF重新以950萬歐元賣給塞維亞地鐵，塞維亞地鐵擁有車輛達到17輛。2013年11月~2014年7月悉尼輕軌也因為車輛延遲交付，向西班牙租借4輛Urbos 2，其中塞維亞地鐵提供1輛，悉尼輕軌新車交付後，4輛電車都交還給塞維亞地鐵，使塞維亞地鐵擁有車輛達到21輛。
Urbos 2為5節編組車輛，採2動3拖，車廂間可互通，由750伏特直流電驅動，適用1435公釐軌距，每列列車最大載客量為280人，包括220個站位、60個座位，最高時速可達70km/h。

## 營運

### 時間班距
塞維亞地鐵營運時間為週一至週四6：30~23：00，週五和假期前夕6：30至隔日凌晨2：00，週六7：30至隔日凌晨2：00，週日和假日7：30~23：00。尖峰班距3分鐘，非尖峰班距5~6分鐘，0：00之後的班距為12~15分鐘。

### 票務

塞維亞地鐵圖與票價分區

塞維利亞地鐵1號線覆蓋的路線分為3個收費區，票價入下表：
| 票種     | 使用限制     | 區域數與票價 (歐元) | 區域數與票價 (歐元) | 區域數與票價 (歐元) |
| 票種     | 使用限制     | 1                   | 2                   | 3                   |
| -------- | ------------ | ------------------- | ------------------- | ------------------- |
| 單程票   | 90分鐘內使用 | 1.35                | 1.6                 | 1.8                 |
| 電子票證 | 90分鐘內使用 | 0.82                | 1.17                | 1.37                |
| 日票     | 當日不限次數 | 4.5                 | 4.5                 | 4.5                 |
| 月票     | 30日內45次   | 30                  | 42                  | 50                  |

## 未來計畫

3號線計畫路線圖

2003年安達盧西亞政府提出擴大城市軌道交通計畫，其中塞維亞地鐵計畫了4條路線，除了目前營運的1號線外，2號線在1號線以北，為東西向路線與1號線平行；3號線為南北向路線；4號線則為環線。2010年底塞維亞地鐵後續路線設計完成，但是由於2011年歐債危機，相關計畫被迫暫停。
2018年安達盧西亞政府宣布將優先推動3號線，2022年6月中央政府與安達盧西亞政府達成融資協定，對於3號線北段工程將融資10.45億，中央政府與安達盧西亞政府各出資一半。3號線北段長8.9公里，設12個車站，南端起自與1號線換乘的普拉多德聖塞巴斯蒂安站，北抵皮諾蒙塔諾北站，預計客流量1330萬人。2023年2月塞維亞地鐵3號線動工，工期預計8年，預定2030年完工通車。

## 外部連結
- 塞維亞地鐵特許經營公司 （页面存档备份，存于）（西班牙文）